# Bagner Delgado
Bagner Delgado (n. El Carmen, Ecuador; 20 de noviembre de 1995) es un futbolista ecuatoriano. Juega de delantero o extremo izquierdo y su equipo actual es Mushuc Runa Sporting Club de la Serie A de Ecuador.

## Trayectoria
Empezó su carrera futbolística en El Nacional en el año 2014, se formó e hizo todas las formativas, la sub-14, la sub-16, la sub-18, la reserva y posteriormente el primer equipo. Bajo el mando de Octavio Zambrano tuvo su debut en el equipo principal en la máxima categoría del fútbol ecuatoriano el 8 de febrero de 2015, en el partido de la fecha 2 de la primera etapa 2015 ante Liga Deportiva Universitaria de Loja, entró al cambio aquel partido a los 68 minutos por Édison Méndez, al término del juego fue victoria lojana por 0–1. Dicha temporada disputó ocho encuentros en total.
Para 2018 llega al Mushuc Runa Sporting Club de Ambato para disputar la Serie B, ahí poco a poco fue ganando un lugar en el equipo titular, con el equipo ambateño logró el ascenso en la temporada 2018, así mismo consiguió el título de campeón. Marcó su primer gol en torneos nacionales el 16 de marzo de 2018 en la fecha 3, convirtió el gol a los 84 minutos con el que Mushuc Runa empató con el Club Puerto Quito como local por 1–1. Fue ratificado para jugar en la Serie A para el 2019.
En la temporada 2019 marcó en total tres goles en la LigaPro Banco Pichincha en 16 partidos disputados, los tantos los convirtió a Macará, Técnico Universitario y Guayaquil City. En la Copa Ecuador 2018-19 participó en los partidos de tercera fase ante el Manta Fútbol Club. A inicios de ese año tuvo un breve paso por América de Quito.
A merced del título 2018 y derrotar a Aucas en el repechaje por Copa Sudamericana, tuvo su primera experiencia internacional, jugó los partidos de la primera fase de la Copa Sudamericana 2019 ante Unión Española de Chile. Para 2020 llega por tres temporadas al Macará de Ambato.

## Estadísticas

### Clubes
Actualizado al último partido jugado el 19 de agosto de 2025.
| Club                  | Div.          | Temporada     | Liga  | Liga  | Copas nacionales | Copas nacionales | Copas internacionales | Copas internacionales | Total | Total |
| Club                  | Div.          | Temporada     | Part. | Goles | Part.            | Goles            | Part.                 | Goles                 | Part. | Goles |
| --------------------- | ------------- | ------------- | ----- | ----- | ---------------- | ---------------- | --------------------- | --------------------- | ----- | ----- |
| El Nacional · Ecuador | 1.ª           | 2012          | 11    | 2     | Inexistentes     | Inexistentes     | Inexistentes          | Inexistentes          | 11    | 2     |
| El Nacional · Ecuador | 1.ª           | 2013          | 30    | 5     | Inexistentes     | Inexistentes     | Inexistentes          | Inexistentes          | 30    | 5     |
| El Nacional · Ecuador | 1.ª           | 2014          | 23    | 2     | Inexistentes     | Inexistentes     | Inexistentes          | Inexistentes          | 23    | 2     |
| El Nacional · Ecuador | 1.ª           | 2015          | 25    | 2     | Inexistentes     | Inexistentes     | Inexistentes          | Inexistentes          | 25    | 2     |
| El Nacional · Ecuador | 1.ª           | 2016          | 7     | 1     | Inexistentes     | Inexistentes     | Inexistentes          | Inexistentes          | 7     | 1     |
| El Nacional · Ecuador | 1.ª           | 2017          | 14    | 2     | Inexistentes     | Inexistentes     | Inexistentes          | Inexistentes          | 14    | 2     |
| El Nacional · Ecuador | Total club    | Total club    | 110   | 14    | 0                | 0                | 0                     | 0                     | 110   | 14    |
| Mushuc Runa · Ecuador | 2.ª           | 2018          | 24    | 6     | Inexistentes     | Inexistentes     | Inexistentes          | Inexistentes          | 24    | 6     |
| Mushuc Runa · Ecuador | 1.ª           | 2019          | 16    | 3     | 3                | 1                | 1                     | 0                     | 20    | 4     |
| Macará · Ecuador      | 1.ª           | 2020          | 2     | 0     | 0                | 0                | 0                     | 0                     | 2     | 0     |
| Macará · Ecuador      | Total club    | Total club    | 2     | 0     | 0                | 0                | 0                     | 0                     | 2     | 0     |
| Olmedo · Ecuador      | 1.ª           | 2020          | 1     | 1     | —                | —                | Inexistentes          | Inexistentes          | 1     | 1     |
| Olmedo · Ecuador      | Total club    | Total club    | 1     | 1     | 0                | 0                | 0                     | 0                     | 1     | 1     |
| Mushuc Runa · Ecuador | 1.ª           | 2021          | 27    | 3     | 0                | 0                | Inexistentes          | Inexistentes          | 27    | 3     |
| Mushuc Runa · Ecuador | 1.ª           | 2022          | 22    | 4     | 9                | 1                | 2                     | 0                     | 33    | 5     |
| Mushuc Runa · Ecuador | 1.ª           | 2023          | 16    | 2     | —                | —                | —                     | —                     | 16    | 2     |
| Mushuc Runa · Ecuador | 1.ª           | 2024          | 27    | 0     | 2                | 0                | —                     | —                     | 29    | 0     |
| Mushuc Runa · Ecuador | 1.ª           | 2025          | 10    | 1     | 0                | 0                | 4                     | 0                     | 14    | 1     |
| Mushuc Runa · Ecuador | Total club    | Total club    | 142   | 19    | 14               | 2                | 7                     | 0                     | 163   | 21    |
| Total carrera         | Total carrera | Total carrera | 255   | 34    | 14               | 2                | 7                     | 0                     | 276   | 36    |
| 1. 2.                 |               |               |       |       |                  |                  |                       |                       |       |       |

## Palmarés

### Campeonatos nacionales
| Título             | Club        | País    | Año  |
| ------------------ | ----------- | ------- | ---- |
| Serie B de Ecuador | Mushuc Runa | Ecuador | 2018 |